# 城关回族镇 (宁陵县)
城关回族镇是中华人民共和国河南省商丘市宁陵县下辖的一个镇。

## 行政区划
城关回族镇下辖以下村级行政区划单位：
新区社区、电台新村社区、东湖社区、宁阳路社区、府前街社区、东街村、东关村、西关村、南关村和北关村。